# André Gedalge
André Gadalge, född 27 december 1856, död 5 februari 1926, var en fransk kompositör och lärare.
Gedalge studerade vid Pariskonservatoriet, där han 1905 blev lärare i kontrapunkt och fuga. Han undervisade bland andra Maurice Ravel, Florent Schmitt, Arthur Honegger, Darius Milhaud med flera. Gadalge komponerade orkesterverk (tre symfonier, konserter, sviter), kammarmusik, sånger och scenmusik. Bland hans pedagogiska arbeten märks Traité de la fugue (1904).